# Викен (историческая область)
Ви́кен (норв. Viken — «бухта, узкий залив») — историческая область Норвегии на юге Скандинавского полуострова, у пролива Каттегат. В эпоху викингов — область в окрестностях Осло-фьорда в юго-восточной части Норвегии. Культурный центр располагался в Осло, но столицей региона прежде был Борре. Область включала в себя исторические провинции Вестфолл, Эстфолл, Ранрики, Вингулмарк и Бохуслен. В эпоху Великого переселения народов Викен был сильно укреплённым регионом.
Существует теория, что слово «викинг» (víkingr) первоначально означало «человек из Викена», и только потом стало употребляться в более широком смысле подразумевая всех раннесредневековых скандинавов. Однако во всех средневековых источниках жителей Викена называют не «викингами», а иначе — vikverjar или vestfaldingi (от Вестфолла).